# 基夫紹瓦塔
49°29′3″N 30°37′22″E / 49.48417°N 30.62278°E
基夫紹瓦塔（烏克蘭語：Ківшовата）是位於烏克蘭北部的村莊，由基辅州白采爾克瓦區的塔拉夏市鎮負責管轄。該村始建於1651年，面積6.38平方公里，海拔高度235米，2001年人口2,400，人口密度每平方公里376.4人。